# Estação Ferroviária de Torres Vedras
A estação ferroviária de Torres Vedras é uma gare da Linha do Oeste, que serve a cidade de Torres Vedras, no Distrito de Lisboa, em Portugal.

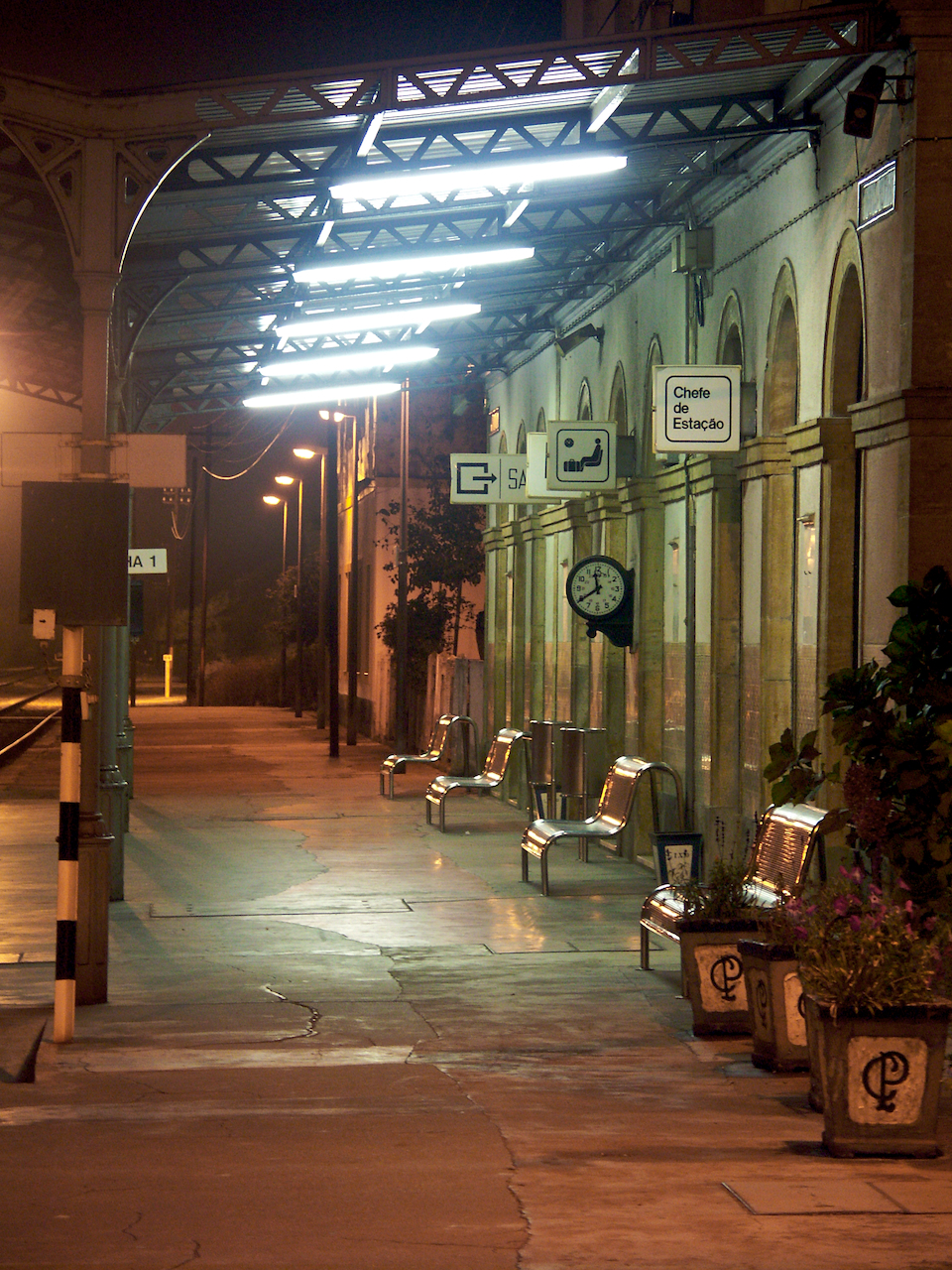
Gare da estação à noite, em 2004.

## Descrição

### Localização e acessos

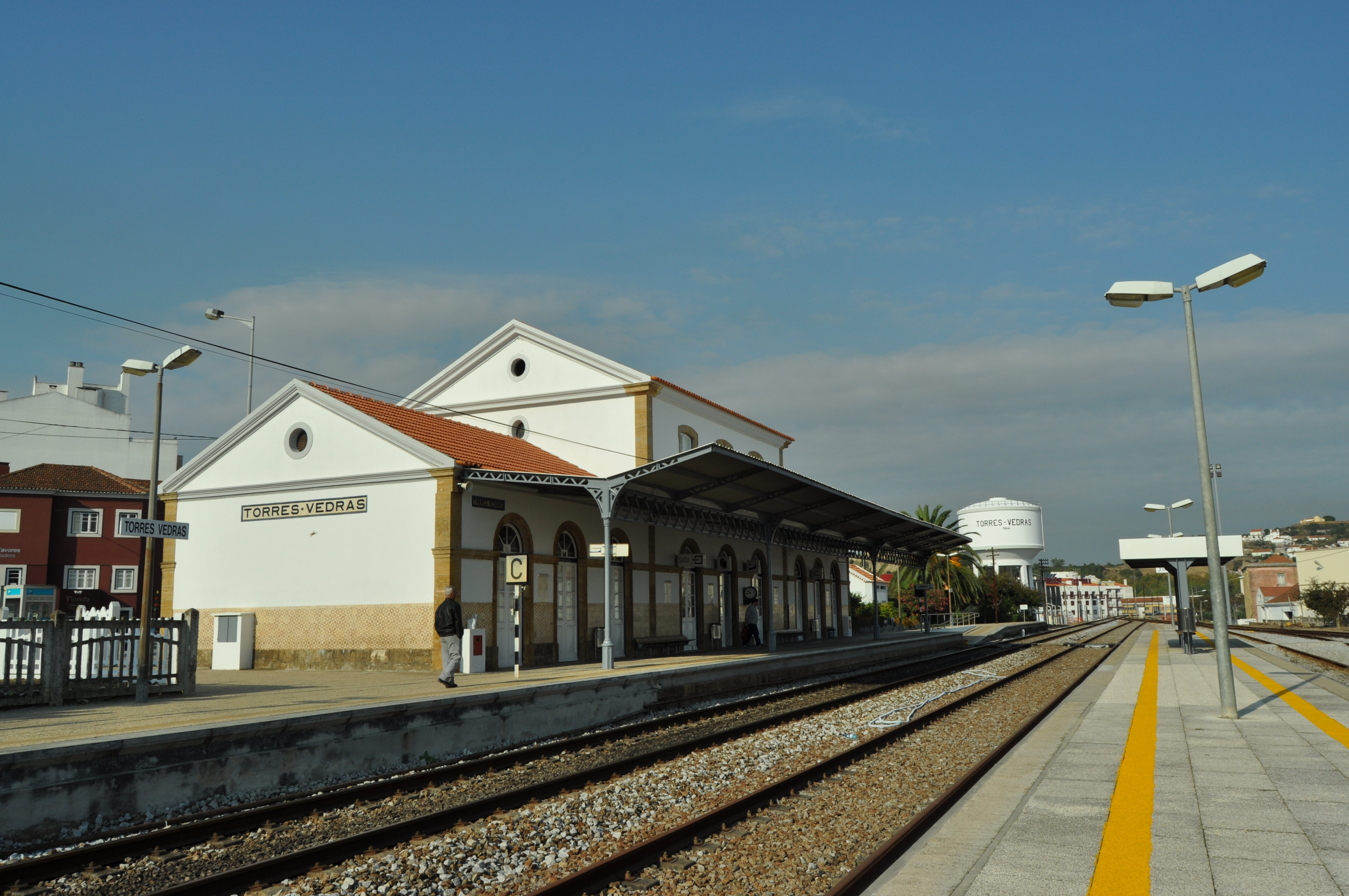
Vista da estação, em 2011.

Esta interface situa-se junto à Rua da Estação, na localidade de Torres Vedras.
Junto a esta interface tem o seu extremo norte um troço de 18 km em que a Linha do Oeste segue paralela ao Rio Sizandro, desde Sapataria.

### Infraestrutura
Esta interface conta com três vias de circulação, identificadas como I, II, e III, com 543, 485 e 389 m de comprimento; as plataformas tinham 149 e 115 m de extensão, tendo todas uma altura de 70 cm — valores que se mantêm desde, pelo menos, 2011; existem ainda três vias secundárias, identificadas como IV, V, e VI, com comprimentos de 326 e 253 m, numa configuração algo reduzida em comparação com a de décadas anteriores. O edifício de passageiros situa-se do lado poente da via (lado esquerdo do sentido ascendente, para Figueira da Foz).
| característica | descendente     | descendente | ascendente   | ascendente |
| -------------- | --------------- | ----------- | ------------ | ---------- |
| contorno       | Louriçal        | PT b (CPb)  | PT b+ (CPb+) | Cacém      |
| compr. máx.    | Figueira da Foz | 500 m       | 385 m        | Cacém      |

### Serviços
Em dados de 2023, esta interface é servida por comboios de passageiros da C.P. tipicamente com nove circulações diárias em cada sentido, entre Caldas da Rainha ou Coimbra-B ou Figueira da Foz e Lisboa - Santa Apolónia ou Mira Sintra - Meleças, incluindo um serviço de reforço no trajeto Torres-Caldas; estes serviços são maioritariamente de tipo regional, havendo uma circulação diária em cada sentido de tipo inter-regional (Lisboa-Caldas).

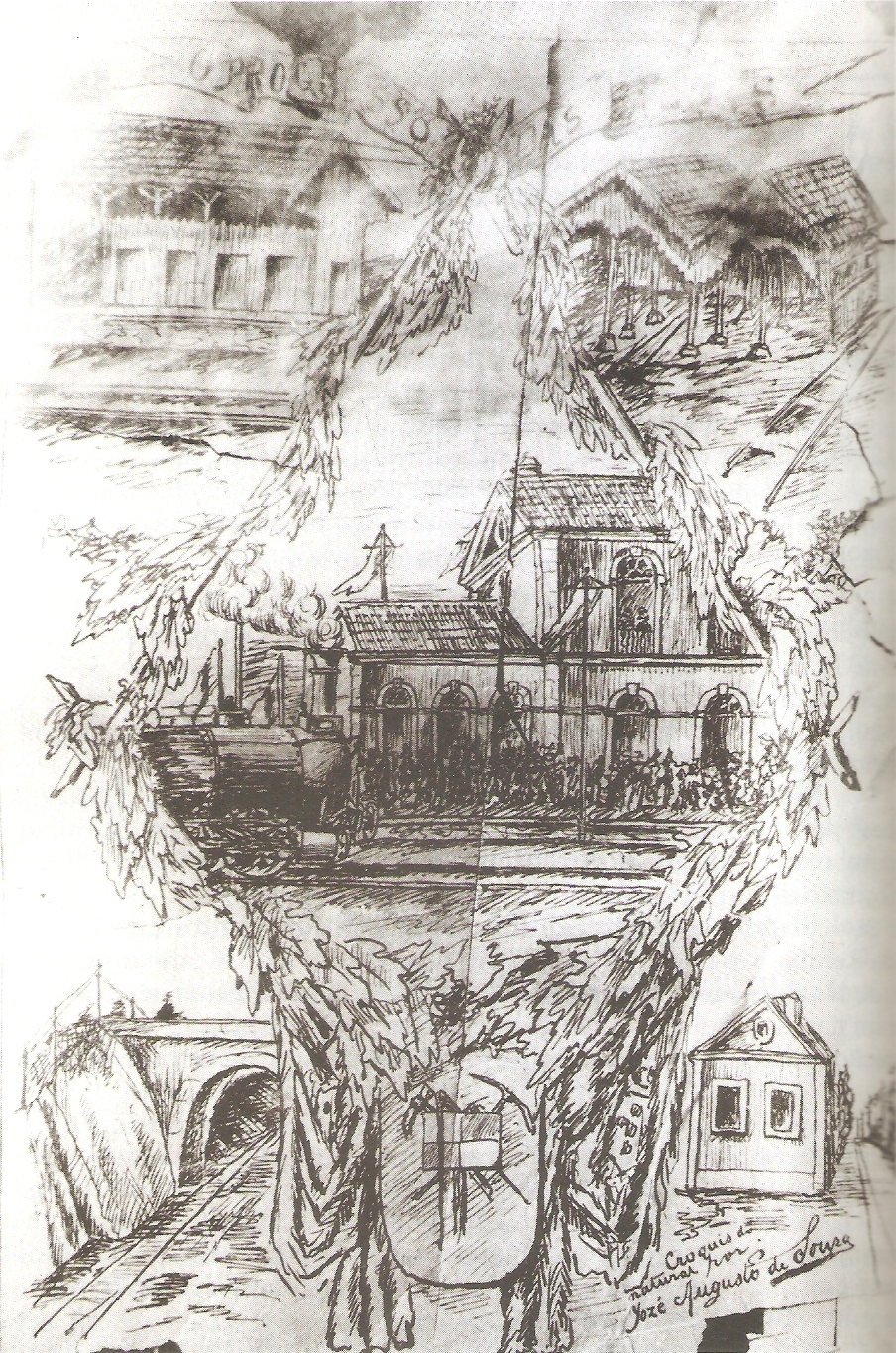
Gravura alusiva à cerimónia de inauguração, com base em esquisso feito no local.

## História

### Século XIX
Antes da chegada do comboio, os transportes terrestres na região do Oeste eram muito deficientes, com vias na sua maioria em mau estado, excepto as estradas reais. Durante os primeiros anos dos caminhos de ferro em Portugal, os concelhos do litoral Oeste pugnaram pela instalação deste meio de transporte, tendo defendido que a futura Linha do Norte devia ter um traçado que servisse várias localidades na região, incluindo Torres Novas. Este esforço falhou, mas os seus argumentos foram posteriormente aproveitados pelo Duque de Saldanha, que recebeu em 25 de Outubro de 1869 a concessão para um caminho de ferro no sistema Larmanjat de Lisboa a Alcobaça, tendo sido construído o troço até Torres Vedras, que foi inaugurado em 4 de Setembro de 1873. No entanto, este sistema fracassou devido à sua reduzida fiabilidade, tendo sido encerrado logo em 1877.
Em Janeiro de 1880, foi apresentado no parlamento um contrato com a Companhia Real dos Caminhos de Ferro Portugueses, para a construção de uma linha de Lisboa a Alfarelos e Figueira da Foz pela região Oeste, tendo a secção até Torres Vedras sido originalmente entregue à empresa Henry Burnay & Companhia, enquanto que a Companhia Real construiria os troços seguintes. Em 31 de Janeiro de 1882, foi apresentada uma proposta para um caminho de ferro entre a zona de Alcântara, em Lisboa, e a Figueira da Foz, tendo o concurso para esta linha sido dividido em duas partes, com a divisão em Torres Vedras. A construção da primeira parte foi adjudicada à empresa Henry Burnay & C.ª, enquanto que a Companhia Real dos Caminhos de Ferro Portugueses ficou responsável pelo troço até à Figueira da Foz e Alfarelos, por contrato de 23 de Novembro de 1883.

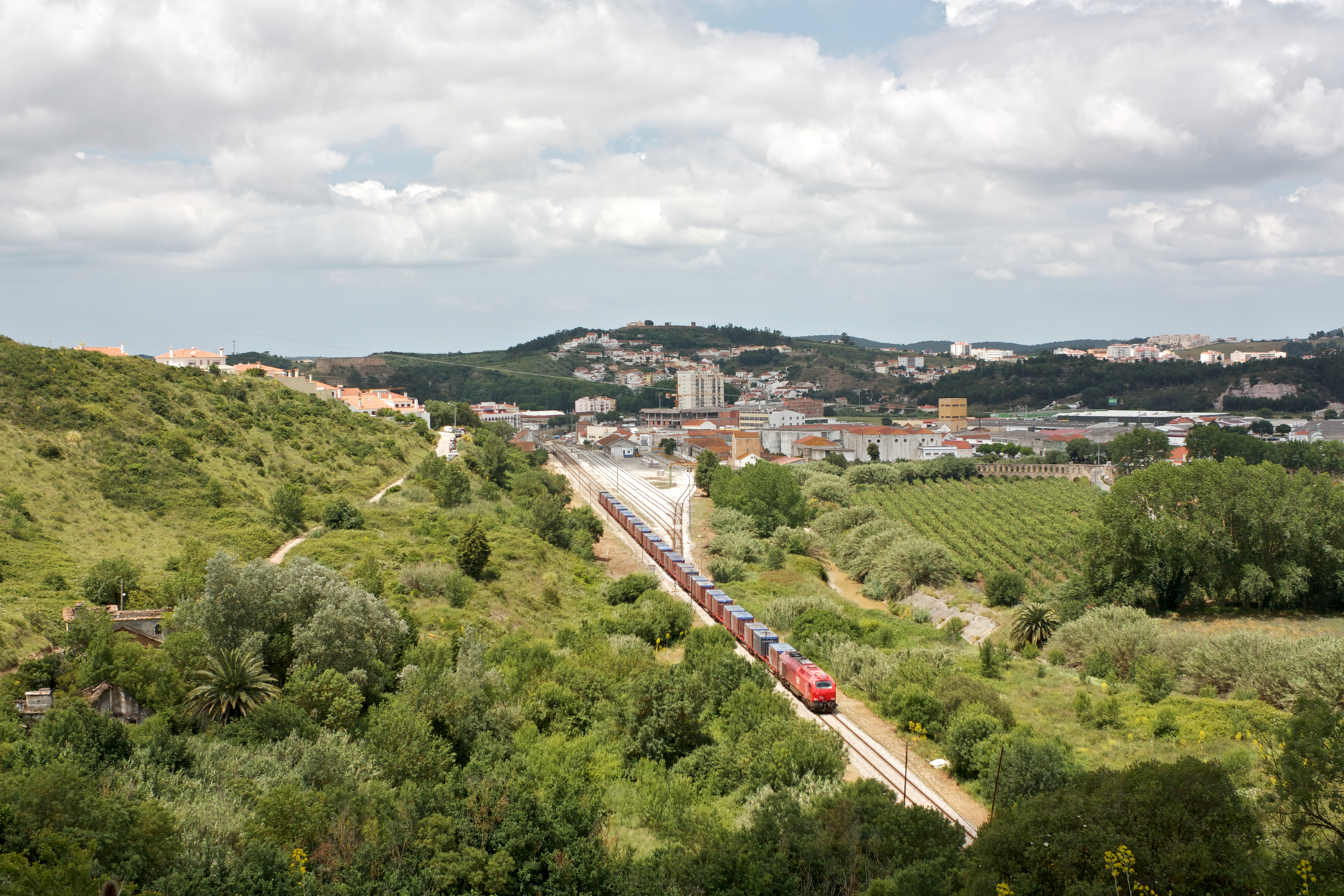
Composição de carga (clínquer), em 2011, circulando perto da estação de Torres Vedras.

Em 1885, a Companhia Real ganhou os direitos para a construção de toda a linha, tendo concluído o troço entre Torres Vedras e Cacém em 21 de Maio de 1887. O troço seguinte, até Leiria, entrou ao serviço no dia 1 de Agosto do mesmo ano.

### Século XX
Em 1913, a estação era servida por carreiras de diligências até Carrasqueira, Pai Correia, Vale da Borra, Marteleira e Lourinhã. Em finais de 1922, foi concluído um programa de renovação da via no troço entre Cacém e Torres Vedras.

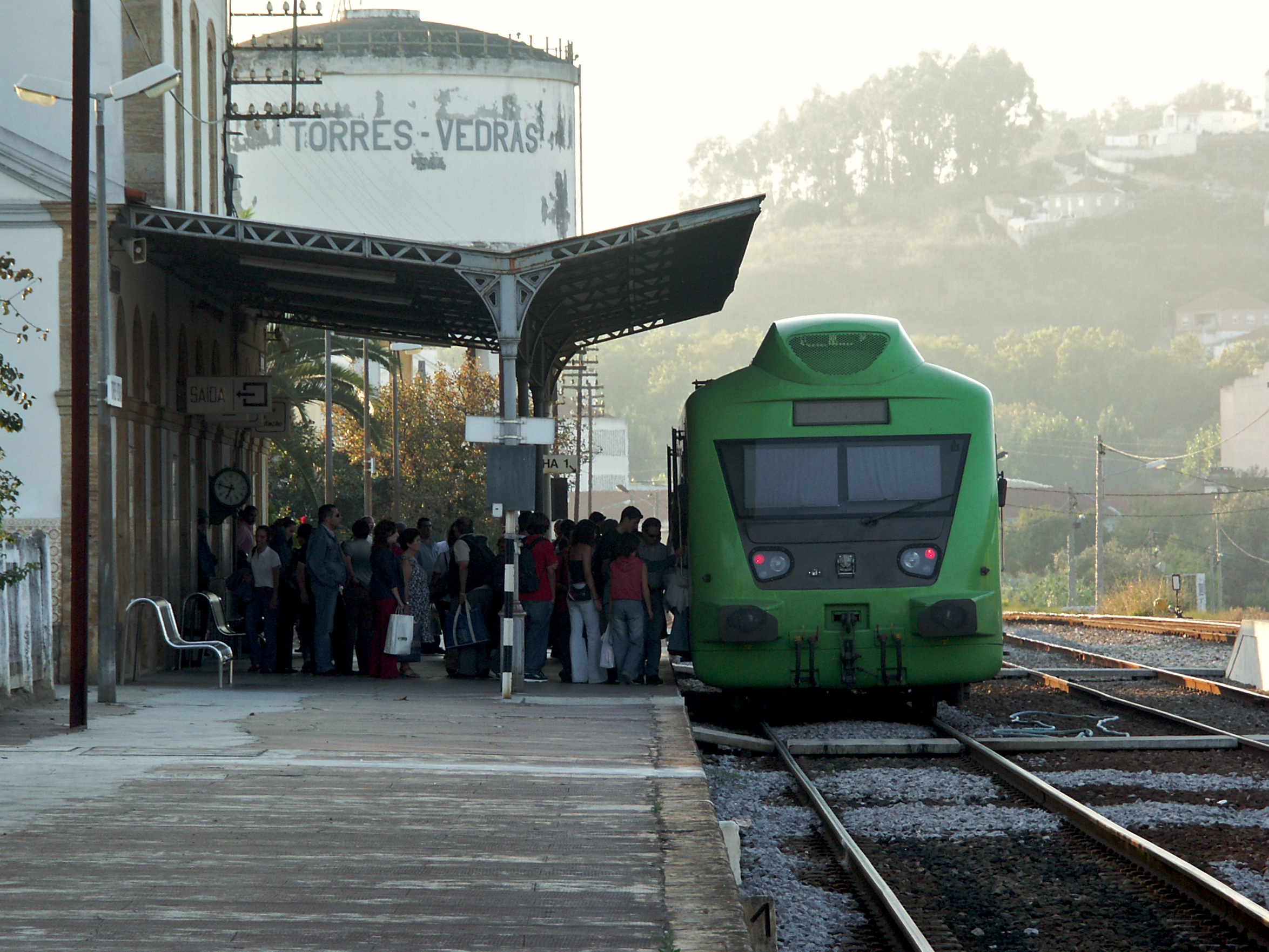
Estação de Torres Vedras, em 2004.

No ano de 1933, a Companhia dos Caminhos de Ferro Portugueses realizou obras de reparação e melhoramento no edifício de passageiros desta estação. Em 1934, a Companhia construiu um dormitório e um bairro para o pessoal, e realizou obras de reparação total no edifício da estação. Em 1940, existia um serviço de autocarros entre a estação de Torres Vedras e a Praia da  Areia Branca, em serviço combinado com os caminhos de ferro.
No XI Concurso das Estações Floridas, organizado em 1952 pela Companhia dos Caminhos de Ferro Portugueses e pela Repartição de Turismo do Secretariado Nacional de Informação, a estação de Torres Vedras recebeu uma menção honrosa simples. Nessa altura, o chefe da estação era João Baptista Comprido. No XIII Concurso, em 1954, foi premiada com um diploma de menção honrosa simples e um prémio de persistência. Em 1961, existiam dois serviços ferroviários entre Torres Vedras e Amieira, um em cada sentido.

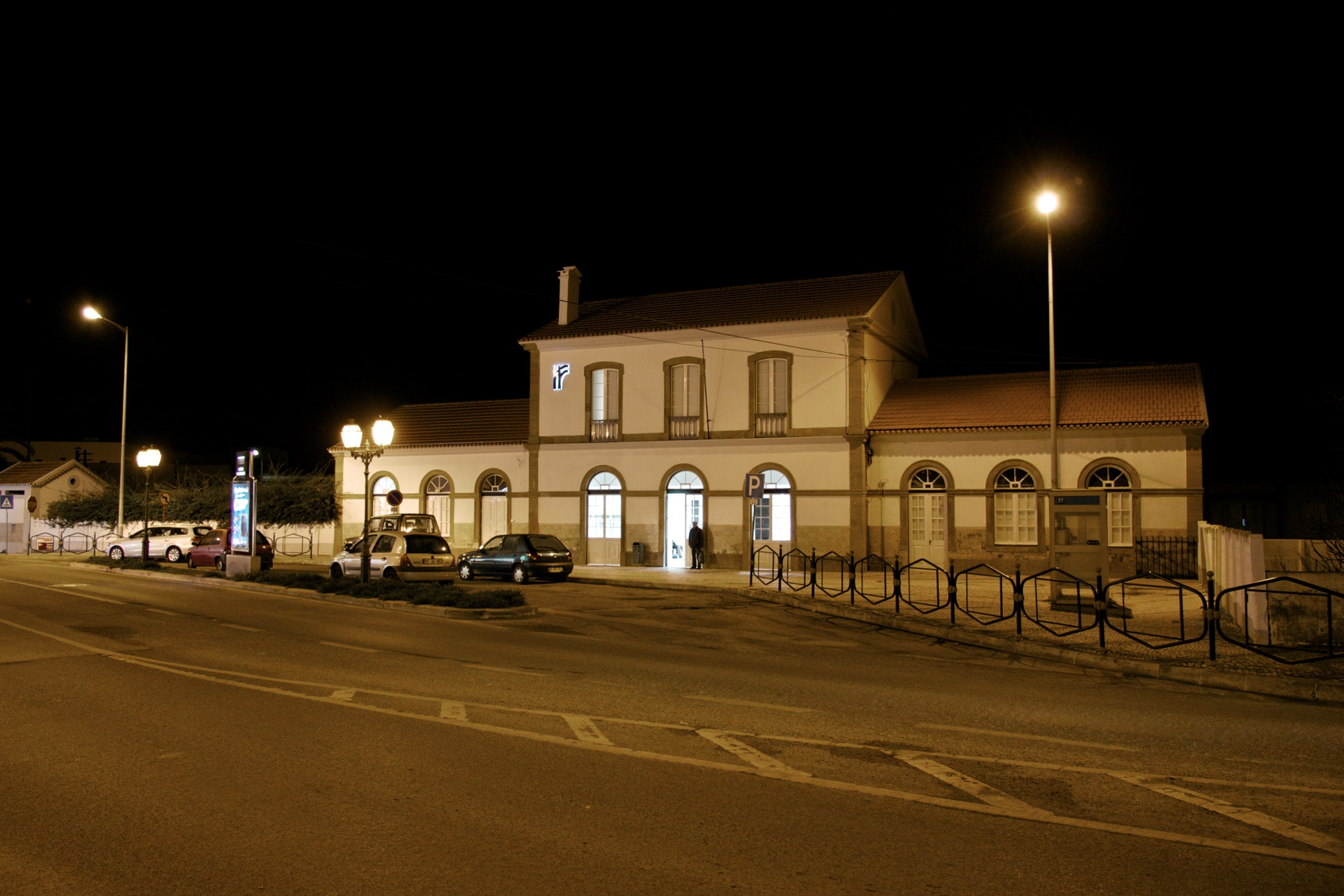
Acesso exterior da estação de Torres Vedras, em 2011.

No período entre 1989 e 1993, esteve em vigor o Programa Operacional de Desenvolvimento das Acessibilidades (PRODAC), que financiou a realização de várias obras de desenvolvimento nas redes rodoviárias e ferroviárias, incluindo na Linha do Oeste além de Torres Vedras.

### Século XXI
Em outubro de 2014 a central de camionagem situada contígua à estação (na Av. Gen. Humberto Delgado e R. Dr. Gomes Leal) foi encerrada, sendo criada uma nova infraestrutura a poente da cidade, anexa à Expotorres, distante 1130 m da estação e dotada de edifícios de apoio provisórios em estilo prefabricado. Com esta mudança foram alterados os percursos e paragens das carreiras suburbanas e de longa distância, deixando a estação de ser servida como até então, e passando o estacionamento automóvel junto a esta a ser pago: a esta perda de intermodalidade a autarquia contrapôs as vantagens do descongestionamento do tráfego automóvel e melhorias no estacionamento do mesmo. (Em março de 2020 a Câmara Municipal e a Barraqueiro negaram em comunicado conjunto que estivesse iminente o encerramento deste terminal rodoviário.)

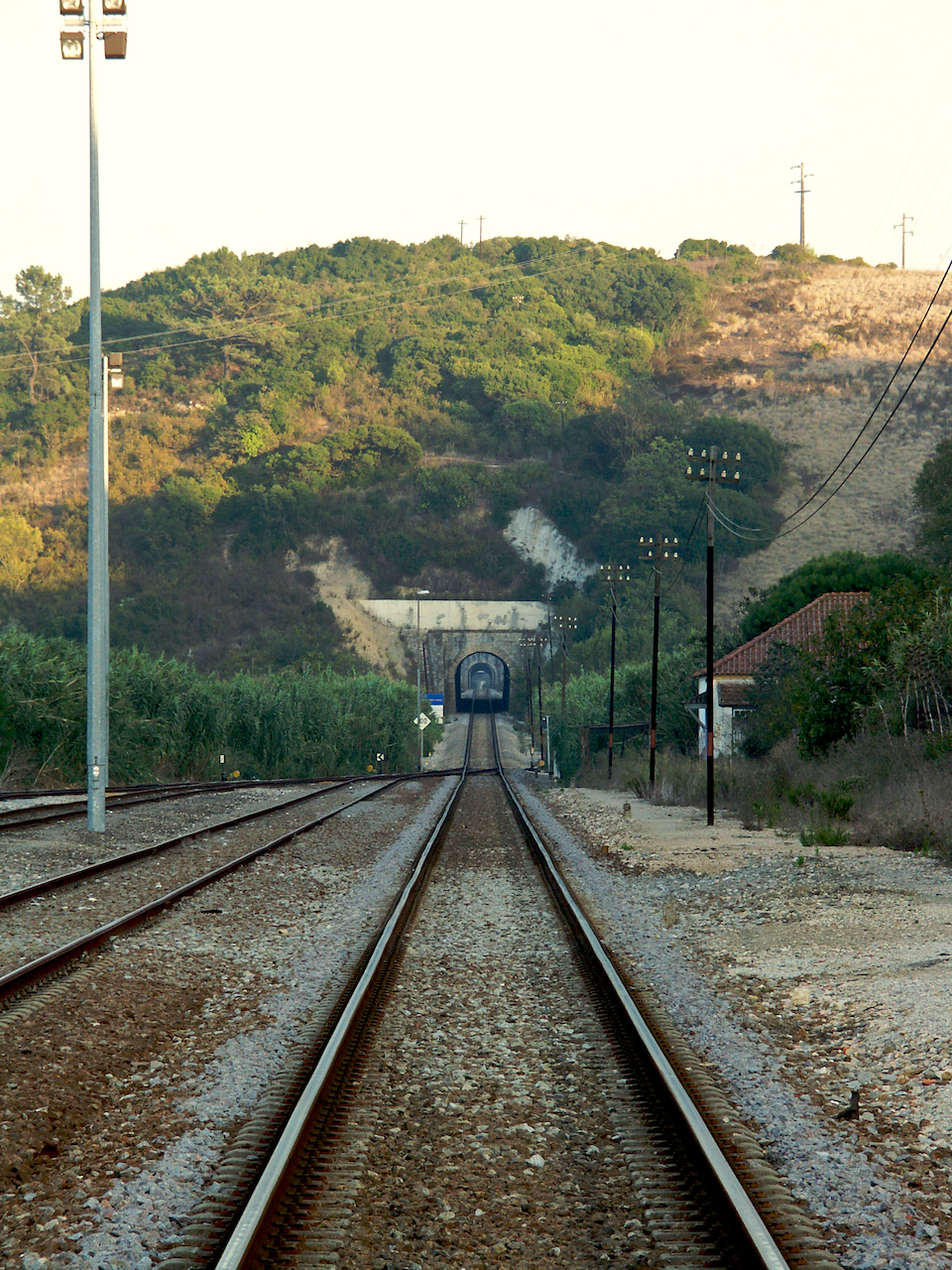
Saída sudeste da estação de Torres Vedras, vendo-se a sequência dos três túneis.

Nos finais da década de 2010 foi finalmente aprovada a modernização e eletrificação da Linha do Oeste; no âmbito do projeto de 2018 para o troço a sul das Caldas da Rainha, a estação de Torres Vedras irá ser alvo de remodelação a nível das plataformas e respetivo equipamento, prevendo-se também a substituição do sistema ATV — sinalização para atravessamento de via seguro (passando do PK 64+053 para o PK 63+915, e do PK 64+176 para o PK 64+101). Na imediações da estação serão ainda alvo de intervenções os três túneis ferroviários a sudeste da estação (Certã, Cabaço, e Boiaca) que incluirão o rebaixamento do leito da via, necessário para dar vão vertical à catenária.

## Ver também

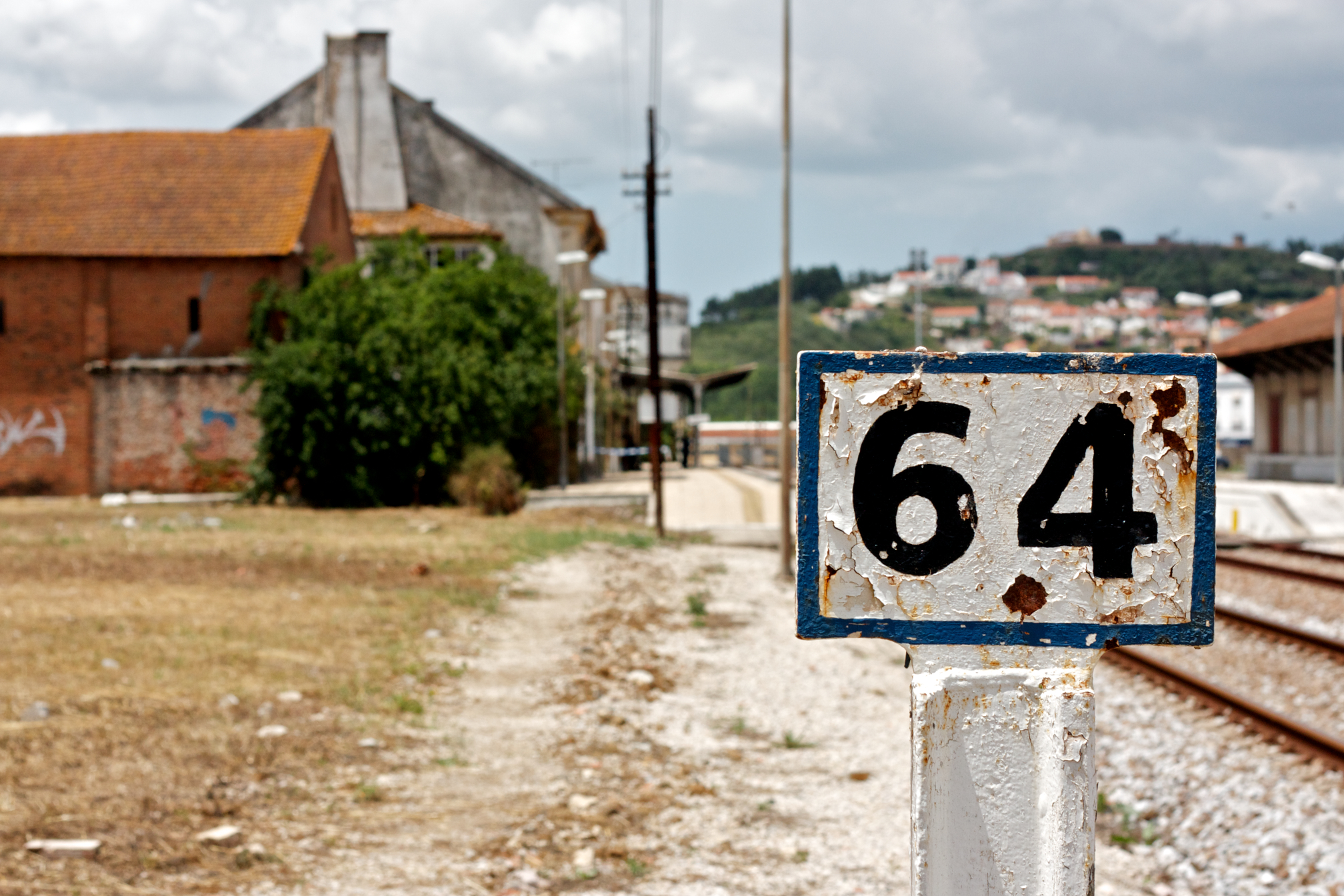
Marco do, na estação de Torres Vedras.

## Leitura recomendada
- ABRAGÃO, Frederico de Quadros (1956). Caminhos de ferro portugueses – esboço da sua história. Lisboa: Companhia dos Caminhos de Ferro Portugueses
- ANTUNES, J. A. Aranha;  et al. (2010). 1910-2010: o caminho de ferro em Portugal. Lisboa: CP-Comboios de Portugal e REFER - Rede Ferroviária Nacional. 233 páginas. ISBN 978-989-97035-0-6
- CERVEIRA, Augusto; CASTRO, Francisco Almeida e (2006). Material e tracção: os caminhos de ferro portugueses nos anos 1940-70. Col: Para a História do Caminho de Ferro em Portugal. Volume 5. Lisboa: CP-Comboios de Portugal. 270 páginas. ISBN 989-95182-0-4
- MATOS, Venerando Aspra de (2007). O caminho de ferro em Torres Vedras: impacto da sua chegada. Torres Vedras e Lisboa: Câmara Municipal de Torres Vedras e Colibri. 81 páginas. ISBN 978-972-772-732-2
- VILLAS-BOAS, Alfredo Vieira Peixoto de (2010) [1905]. Caminhos de Ferro Portuguezes. Lisboa e Valladollid: Livraria Clássica Editora e Editorial Maxtor. 583 páginas. ISBN 8497618556
- SALGUEIRO, Ângela (2008). A Companhia Real dos Caminhos de Ferro Portugueses: 1859-1891. Lisboa: Univ. Nova de Lisboa. 145 páginas